# Várkesző
Várkesző je obec v Maďarsku v župě Veszprém, spadající pod okres Pápa. Nachází se asi 17 km severozápadně od Pápy, 20 km jihozápadně od Tétu, stejnou vzdálenost jihovýchodně od Beledu a stejnou vzdálenost jihovýchodně od Csorny. V roce 2015 zde žilo 149 obyvatel, z nichž 90,1 % tvoří Maďaři.
Kromě hlavní části zahrnuje katastrální území obce i osadu Liliommajor.
Obec leží na silnici 8412. Je přímo silničně spojena s obcemi Egyházaskesző, Kemenesszentpéter, Marcaltő, Magyargencs a Szany. Poblíže Várkesző protéká řeka Rába.
Ve vesnici se nachází katolický kostel Szűz Mária neve templom a malý hřbitov. K vesnici patří také zřícenina hradu Keszői várrom.